# 比利时航空571号班机劫机事件
比利时航空571号班机，是一班从维也纳飞往特拉维夫的定期客运航班。1972年5月2日，一架波音707在执行此次航班时，遭到巴勒斯坦恐怖组织黑色九月组织劫持。机长按照劫机者指令在特拉维夫机场降落。随后，以色列特种部队突袭飞机，解救了机上人员。

## 事件经过
这次劫机由阿里·哈桑·萨拉莫策划。劫机者共有2男2女，扮作两对夫妇登上飞机。他们装备了两把手枪，两个手榴弹和两个爆炸装置。离开维也纳20分钟后，劫机者进入了驾驶舱。机长告知机上的90名乘客，说：“正如你们看到的那样，飞机上来了客人。”他没有告诉劫机者自己的妻子也在乘客中。
控制飞机后不久，劫机者把机上的犹太人都集中到飞机尾部。飞机降落后，劫机者要求以色列当局释放315名巴勒斯坦裔恐怖分子，并威胁要炸毁飞机。机长设法发送了一条代码信息求助。以色列国防部长和交通部长在和劫机者协商的同时开始策划救援行动，代号“同位素行动”。
1972年5月9日下午四点，救援行动开始。16名总参谋部侦察部队成员在埃胡德·巴拉克的带领下接近飞机。为了不引起劫机者警惕，他们身着白色工作服，伪装成技术人员。他们告诉劫机者，飞机的液压系统需要修理。随后，他们突袭了飞机，两名男性劫机者在2分钟内被击毙，两名女性劫机者被俘虏，90名乘客被救出。在交火中，有3名乘客被误伤。其中，22岁的米里拉姆·安德森随后不治身亡。后来的以色列总理内塔利亚胡也参与了营救行动，并且在行动中被自己的战友误伤。

## 后续
被俘虏的两名劫机者最终被判处终身监禁。1983年11月，在黎巴嫩战争后的一次换俘中，他们被释放。
涉事飞机继续在比利时航空服役了9年，随后被售予以色列空军。该飞机长期充当间谍飞机，参与了很多远程任务。
涉事班机的机长里维是皇家空军退役飞行员，二战时参与过对德战略轰炸，后来又参加了柏林空运行动。劫机那天正好是他的50岁生日。